# Білінський Зорян Михайлович
Зо́рян Миха́йлович Білі́нський (* 21 червня 1985, с. Новичка, Долинський район, Івано-Франківська область — † 29 серпня 2014, м. Іловайськ, Донецька область) — молодший сержант батальйону патрульної служби міліції особливого призначення «Івано-Франківськ», учасник російсько-української війни.

## Життєпис
Народився 1985 року в селі Новичка (Долинський район, Івано-Франківська область). 2002 року закінчив Долинську гімназію-інтернат. Навчався на юридичному факультеті Прикарпатського національного університету імені В. Стефаника. Служив у батальйоні патрульної служби міліції особливого призначення «Івано-Франківськ». Березнем 2012 року одружився. З батьком збудували новий будинок, в якому планували жити однією родиною. Щоб утримувати сім'ю, доводилося виїжджати на заробітки за кордон.
З 2014 року доброволець; батальйон патрульної служби міліції особливого призначення «Івано-Франківськ». На початку серпня батальйон відправили для участі в антитерористичній операції. Спочатку базувалися біля Маріуполя, згодом їх перевели під Іловайськ.
Загинув 29 серпня 2014 року під час виходу з оточення поблизу Іловайська.
Вдома залишилися батьки, сестра Юлія, дружина та донечка Анжеліка 2012 р.н. У Долинському районі 5—8 вересня 2014 року оголосили жалобу. В останню дорогу земляки проводжали Зоряна навколішках із запаленими свічками.

### Нагороли і вшанування пам'яті
- 29 вересня 2014 року — за особисту мужність і героїзм, виявлені у захисті державного суверенітету та територіальної цілісності України, вірність військовій присязі під час російсько-української війни, відзначений — нагороджений орденом «За мужність» III ступеня.
- Відомий поет Іван Гентош присвятив йому свого вірша «ВЧОРА І НИНІ…»[2]
- 4 вересня 2015 року на фасаді Долинської школи-інтернату, де він навчався, відкрито меморіальну дошку.[3]
- 6 листопада 2016 року в селі Новичка освячено пам'ятну стелу Зоряну Білінському
- Його портрет розміщений на меморіалі «Стіна пам'яті полеглих за Україну» в Києві: секція 4, ряд 1, місце 5
- Вшановується 29 серпня на щоденному ранковому церемоніалі вшанування українських захисників, які загинули цього дня в різні роки внаслідок російської збройної агресії[4]
- Іловайський Хрест (посмертно)